# Маркиз де Веламасан
Маркиз де Веламасан — испанский дворянский титул. Он был создан 4 июля 1675 года королем Испании Карлосом II для Мартина Педро Гонсалеса де Кастехона Бельвиса и Ибаньеса.
Название титула происходит от названия муниципалитета Веламасан, провинция Сория, автономное сообщество Кастилия и Леон.

## Маркизы де Веламасан
|                                           | Титул                                                    | Период                                    |
| Креация создана королем Испании Карлом II | Креация создана королем Испании Карлом II                | Креация создана королем Испании Карлом II |
| ----------------------------------------- | -------------------------------------------------------- | ----------------------------------------- |
| I                                         | Мартин Педро Гонсалес де Кастехон Бельвис и Ибаньес      | 1675-1736                                 |
| II                                        | Мартин Николас Гонсалес де Кастехон и Ибаньес де Сеговия | 1736-1752                                 |
| III                                       | Мартин Мигель де Кастехон и Давила                       | 1752-1764                                 |
| IV                                        | Мария дель Пилар де Кастехон и Сильва                    | 1764-1806                                 |
| V                                         | Мария Луиза де Сильва и Кастехон Пачеко и Вильялонга     | 1806-1825                                 |
| VI                                        | Хосе Мария Гонсалес де Кастехон и Гомес де лас Серна     | 1856-1888                                 |
| VII                                       | Хосе Мария Гонсалес де Кастехон и Оласабаль              | 1893-1927                                 |
| VIII                                      | Мануэль Гонсалес де Кастехон и Мартинес де Веласко       | 1930-1942                                 |
| IX                                        | Мария Консепсьон Гонсалес де Кастехон и де ла Пласа      |                                           |
| …                                         | Хосе Франсиско Гонсалес де Кастехон и Эрнандес           | 1968 — настоящее время.                   |

## История маркизов де Веламасан
- Мартин Педро де Кастехон Бельвис и Ибаньес (11 ноября 1663 — 24 апреля 1744) 1-й маркиз де Веламасан, 5-й маркиз де Грамоса, 9-й маркиз де Лансароте, виконт де лас Вегас-де-Матуте.
  - Супруга — Тереза Ибаньес де Сеговия.
  - Супруга — Анна Лаура Гонсалес де Кастехон, дочь Хиля Фадрике де Кастехона, 1-го маркиза де ла Солана.
  - Супруга — Агуэда Мария де Камарго и Ангуло, дочь Хосе Антонио де камарго и Паскера, 1-го графа де Вильярреа. Ему наследовал его сын от первого брака:

- Мартин Николас Гонсалес де Кастехон и Ибаньес де Сеговия (10 сентября 1690 — 4 июня 1765), 2-й маркиз де Веламасан, 6-й маркиз де Грамоса, 10-й маркиз де Лансароте, виконт де лас Вегас-де-Матуте.
  - Супруга — Тереза Игнасия Давила и Суарес де Мендоса, 2-я маркиза де Альбасеррада, 16-я графиня де Корунья.
  - Супруга — Мария Мануэла де Вильялонга и Веласко, дочь Франсиско де Вильялонга и Фортуни, 1-го графа де ла Куэва. Ему наследовал его сын от первого брака:

- Мартин Мигель де Кастехон и Давила  (8 февраля 1728 — 2 августа 1764), 3-й маркиз де Веламасан, 7-й маркиз де Грамоса, 18-й граф де Корунья, граф де ла Ривера, 17-й виконт де лас Вегас-де-Матуте.
  - Супруга — Мария Луиза де Сильва и Кастехон, 10-я маркиза де Грамоса, 15-я графиня де Сифуэнтес, маркиза де Алькончель. Ему наследовала его дочь:

- Мария дель Пилар де Кастехон и Сильва (22 февраля 1750 — 7 сентября 1806), 4-я маркиза де Веламасан, 8-я маркиза де Грамоса, маркиза де Лансароте, 3-я маркиза де Альбасеррада, графиня де Корунья, виконтесса де Ториха, виконтесса де лас Вегас-де-Матуте.
  - Супруг — Мартин Педро де Кастехон и Давила (1730—1793), 18-й граф де Корунья, маркиз де Беленья, граф де Паредес и 18-й виконт де Ториха. Их брак был бездетным. Ей наследовала её двоюродная сестра, дочь Хуана де Менесеса Сильвы и Рабаты, 14-го графа де Сифуэнтес, и Марии Бернарды Гонсалес де Кастехон и Вильялонга:

- Мария Луиза де Сильва и Кастехон Пачеко и Вильялонга (23 декабря 1775 — 18 июля 1825), 5-я маркиза де Веламасан, 10-я маркиза де Грамоса, 5-я маркиза де Алькончель, 15-я графиня де Сифуэнтес, 9-я маркиза де Альбасеррада, 13-я маркиза де Лансароте и графиня де ла Ривера.
  - Супруг — Хуан Баутиста Мария де Керальт и де Пинос (1758—1803), 7-й граф де Санта-Колома, 5-й маркиз де Бесора и 5-й маркиз де Альболоте.

- Хосе Мария Гонсалес де Кастехон и Гомес де ла Серна (9 апреля 1828 — 12 января 1888), 6-й маркиз де Веламасан. Сын Грегорио Марии Хосе Гонсалеса де Кастехона и Хиль-Дельгадо, 5-го маркиза де Фуэрте-Хольяно, и Марии Агапиты Гомес де ла Серна и Ибарнаварро.
  - Супруга — Мария Сесилия Бригида Луиза де Оласабаль и Лардисабаль (1833—1874), дочь Хосе Хакина Марии Робустиано де Оласабаля и Оласо и Лоренсы де Лардисабаль. Ему наследовал их сын:

- Хосе Гонсалес де Кастехон и Оласабаль (12 апреля 1861 — 29 марта 1927), 7-й маркиз де Веламасан.

- Мануэль Гонсалес де Кастехон и Мартинес де Веласко (? — 1942), 8-й маркиз де Веламасан. Сын Фермина Гонсалеса де Кастехона и Гомеса де ла Серны и Хуаны Мартинес де Веласко.

- Мария Консепсьон Гонсалес де Кастехон и де ла Пласа , 9-я маркиза де Веласаман.

- Хосе Франсиско Гонсалес де Кастехон и Эрнандес , 10-й маркиз де Веламасан.